# Ibos (Hautes-Pyrénées)
Ibos település Franciaországban, Hautes-Pyrénées megyében. Lakosainak száma 2921 fő (2022. január 1.). Ibos Oroix, Ger, Azereix, Bordères-sur-l’Échez, Juillan, Pintac és Tarbes községekkel határos.

## Népesség
A település népességének változása:
| Lakosok száma | 2827 | 2887 | 3056 | 2895 | 2900 | 2906 | 2905 | 2919 | 2921 |
|               | 2013 | 2015 | 2016 | 2017 | 2018 | 2019 | 2020 | 2021 | 2022 |